# Porsche Tennis Grand Prix 2000
Il Porsche Tennis Grand Prix 2000 è stato un torneo femminile di tennis giocato sul cemento indoor. È stata la 23ª edizione del Porsche Tennis Grand Prix, che fa parte della categoria Tier II nell'ambito del WTA Tour 2000. Si è giocato a Filderstadt in Germania, dal 2 all'8 ottobre 2000.

## Campionesse

### Singolare
Martina Hingis ha battuto in finale  Kim Clijsters con il punteggio di 6–0, 6–3

### Doppio
Martina Hingis /  Anna Kurnikova hanno battuto in finale  Arantxa Sánchez Vicario /  Barbara Schett con il punteggio di 6–4, 6–2